# Microtus ilaeus
Espèce
Synonymes
Microtus kirgisorum (Ognev, 1950)
Statut de conservation UICN

 LC  : Préoccupation mineure
Le Campagnol du Kirghizistan (Microtus ilaeus) est une espèce de rongeurs de la famille des cricétidés.

## Répartition et habitat
On le trouve au Kazakhstan, en Ouzbékistan, au Tadjikistan, au Kirghizistan, en Afghanistan et en Chine. Il vit dans les forêts et les plaines.